# Hedtjärnen (Norra Råda socken, Värmland)
Hedtjärnen är en sjö i Hagfors kommun i Värmland och ingår i Göta älvs huvudavrinningsområde.